# Mecistogaster amalia
Mecistogaster amalia là một loài chuồn chuồn kim thuộc họ Pseudostigmatidae. Đây là loài đặc hữu của Brasil. Môi trường sống tự nhiên của chúng là rừng ẩm vùng đất thấp nhiệt đới hoặc cận nhiệt đới. Chúng hiện đang bị đe dọa vì mất môi trường sống.